# Armée du Rhin (Révolution française)
Pour les articles homonymes, voir Armée du Rhin.
 (mai 2020).
Si vous disposez d'ouvrages ou d'articles de référence ou si vous connaissez des sites web de qualité traitant du thème abordé ici, merci de compléter l'article en donnant les références utiles à sa vérifiabilité et en les liant à la section « Notes et références ».
L'armée du Rhin est une unité militaire française créée le 14 décembre 1791 pendant la Révolution française. Destinée à opérer aux alentours du Rhin, elle est dissoute définitivement le 5 mai 1801 (15 floréal de l'an IX). Cette armée a eu aussi pour but de porter une attaque contre l'Autriche.
La Marseillaise a été écrite pour galvaniser ses soldats.

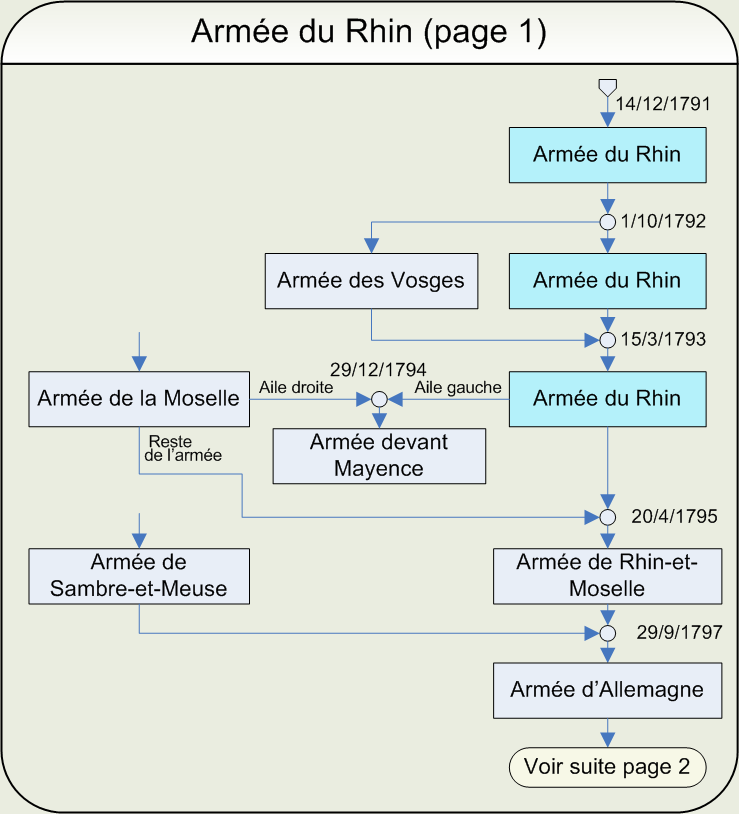
Évolution de l'armée du Rhin (page 1).

## Formation et mutations

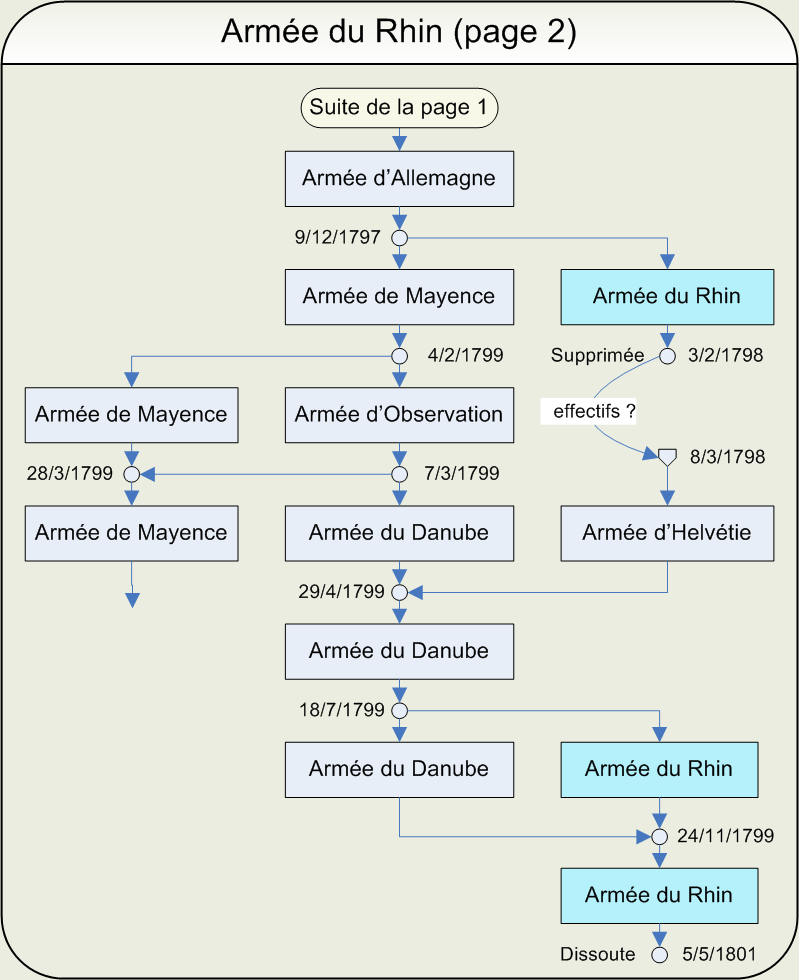
Évolution de l'armée du Rhin (page 2).

- Elle est créée par ordre du roi le 14 décembre 1791, puis séparée en armée du Rhin et armée des Vosges par décret de la Convention du 1er octobre 1792.
- Elle est réorganisée le 15 mars 1793 par arrêté du Conseil exécutif en date du 1er mars, et elle englobe de nouveau l'armée des Vosges
- Son aile gauche, réunie à la droite de l'armée de la Moselle, reçoit par arrêté du 9 frimaire an III (29 novembre 1794) la dénomination d'armée devant Mayence ou armée de Mayence
- Le décret du 13 ventôse an III (3 mars 1795) fusionne les armées du Rhin et de la Moselle sous l'appellation de l'armée de Rhin-et-Moselle. Ce décret arrive aux armées le 18 mars et, dès le lendemain, le général Michaud prend le titre de général commandant l'armée de Rhin-et-Moselle, de même que le général Kléber pendant son intérim ; mais aucun des deux ne modifie l'organisation des armées. La réunion des deux armées et leur organisation en une seule ne sont réalisées que le 20 avril 1795 par le général Pichegru, après que l'armée de Sambre-et-Meuse eut relevé celle de la Moselle devant Luxembourg, et de ce jour seulement commence vraiment l'existence de l'armée Rhin-et-Moselle.
- Par arrêté du Directoire en date du 8 vendémiaire an VI (29 septembre 1797), mis à exécution du 7 au 20 octobre, les armées de Sambre-et-Meuse et de Rhin-et-Moselle sont réunies en une seule sous la dénomination d'armée d'Allemagne.
- Par arrêté du 19 frimaire an VI (9 décembre 1797), mis à exécution les 14 et 16 décembre, cette armée d'Allemagne est divisée en armée de Mayence et en armée du Rhin
- Par arrêté du 10 pluviôse an VI (29 janvier 1798), mis à exécution le 3 février 1798, cette armée est supprimée. Les troupes qui la composaient se concentrent dans le département du Mont-Terrible, et forment quelque temps plus tard, le 8 mars 1798, l'armée d'Helvétie.
- Par arrêté du 3 frimaire an VIII (24 novembre 1799) les armées du Rhin et du Danube sont réunies en une seule dénomination d'armée du Rhin.
- Elle est dissoute le 5 mai 1801 par arrêté du 15 floréal an IX (5 mai 1801).

## Généraux
- du 14 décembre 1791 au 6 mai 1792 : maréchal Luckner (*)
- du 7 mai au 20 juillet 1792, par intérim : général Lamorlière
- du 21 juillet au 25 décembre 1792 : général Biron
  - jusqu'au 19 septembre, en chef, mais subordonnément à Luckner
  - du 19 septembre au 1er  octobre, (où elle devient l'armée des Vosges) la gauche subordonnément à Biron : général Custine
  - à partir du 30 octobre, c'est Biron qui devient le subordonné de Custine
- du 26 décembre 1792 au 14 mars 1793, par intérim et subordonnément à Custine : général Deprez-Crassier
- du 15 mars au 17 mai 1793 : général Custine, avec le commandement supérieur de l'armée de la Moselle depuis le 9 avril
- du 18 au 29 mai 1793, par intérim et subordonnément au général Houchard : général Diettmann
- du 30 mai au 17 août 1793, provisoirement et subordonnément au général Houchard jusqu'au 2 août : général Beauharnais
- du 18 août au 29 septembre 1793, par intérim jusqu'au 23 août, puis provisoirement : général Landremont
- du 30 septembre au 1er octobre 1793, par intérim : général Munnier
- du 2 octobre au 26 octobre 1793, provisoirement : général Carlenc
- du 27 octobre 1793 au 13 janvier 1794, subordonnément au général Hoche à partir du 24 décembre : général Pichegru qui dès qu'il eut pris le commandement de l'armée du Rhin, cassa tous les officiers qui n'avaient que du patriotisme pour tout talent, et ne savaient pas plus faire observer la discipline que se respecter eux-mêmes. Il rétablit dans son camp la subordination et l'obéissance et ne marcha à l'ennemi qu'après s'être assuré que ses ordres seraient ponctuellement exécutés.
- du 14 janvier 1794 au 15 octobre 1794 général Michaud
- du 16 octobre 1794 au 20 octobre 1794 général Moreaux
- du 21 octobre 1794 au 20 décembre 1794 général Michaud subordonnément à Moreaux
- du 21 décembre 1794 au 15 avril 1795 général Michaud
  - pendant les absences de Michaud : général Dorsner
  - du 4 décembre 1794 au 13 février 1795, subordonnément l'armée de Mayence : général Kléber
  - du 14 février au 29 avril, subordonnément l'armée de Mayence : général Schaal
- du 11 au 16 avril 1795, par intérim : général Kléber
- du 17 au 19 avril 1795 : général Pichegru, l'ensemble des armées de la Moselle et du Rhin
- du 20 avril 1795 au 4 mars 1796 : général Pichegru, commandant de la nouvelle armée Rhin-et-Moselle
- du 5 mars au 20 avril 1796, par intérim : général Desaix
- du 21 avril 1796 au 30 janvier 1797 : général Moreau avec le commandement supérieur sur l'armée de Sambre-et-Meuse
- du 31 janvier au 9 mars 1797, par intérim et subordonnément au général Moreau : général Desaix
- du 10 au 27 mars 1797 : général Moreau
- du 28 mars au 19 avril 1797, par intérim : général Desaix
- du 20 avril au 9 septembre 1797 : général Moreau
- du 10 septembre au 6 octobre 1797, provisoirement : général Saint-Cyr, subordonnément au général Hoche jusqu'au 18 septembre
- du 7 octobre au 13 décembre 1797 : général Augereau, commandant de la nouvelle armée d'Allemagne, avec la disposition des troupes de l'armée du Nord
- du 14 décembre 1797 au 3 février 1798 : général Augereau, commandant de la nouvelle armée du Rhin, résultant de la partition de la récente armée d'Allemagne en armée de Mayence et en armée du Rhin, qui est supprimée le 3 février 1798.

- du 15 juillet au 24 septembre 1799, provisoirement : général Muller
- du 25 septembre au 23 octobre 1799, provisoirement : général Ney
- du 24 octobre au 5 décembre 1799 : général Lecourbe
- du 6 au 27 décembre 1799, l'aile gauche : général Baraguey d'Hilliers
- du 12 au 27 décembre 1799, l'aile droite : général Lecourbe
- du 28 décembre 1799 au 4 mai 1801 : général Moreau

## Liste des campagnes et batailles
- 28 avril 1792 : Prise de Porrentruy
- du 19 au 21 octobre 1792 : Siège de Mayence
- 30 septembre 1792 : Prise de Spire
- 21 octobre 1792 : Prise de Francfort
- 9 novembre 1792 : Combat de Limbourg

## Ordre de bataille de l'armée du Rhin au 5 août 1794
- Effectif : 7 divisions pour un total de 50 610 hommes.

### Division Desaix
- Commandement : général Desaix
- Effectif : 9 690 hommes répartis en 3 brigades :

| Brigade d'infanterie Rivaud - Commandement : général Rivaud - Composition : - 3 bataillons du 6e régiment d'infanterie légère - 3 bataillons du 7e régiment d'infanterie légère | Brigade d'infanterie Bressac - Commandement : général Bressac - Composition : - 3 bataillons du 140e régiment d'infanterie de ligne - 3 bataillons du 159e régiment d'infanterie de ligne | Brigade de cavalerie Forest - Commandement : général Forest - Composition : - 7e régiment de hussards - 17e régiment de dragons - 8e régiment de chasseurs à cheval - 10e régiment de chasseurs à cheval |

### Division Saint-Cyr
- Commandement : général Gouvion-Saint-Cyr
- Effectif : 12 300 hommes répartis en 2 brigades :

| Brigade d'infanterie Marchaix - Commandement : général - Composition : - 3 bataillons du 11e régiment d'infanterie légère - 3 bataillons du 54e régiment d'infanterie de ligne - 3 bataillons du 95e régiment d'infanterie de ligne - 3 bataillons du 109e régiment d'infanterie de ligne | Brigade de cavalerie Laboissière - Commandement : général - Composition : - 3 escadrons du 1er régiment de chasseurs à cheval - 3 escadrons du 2e régiment de chasseurs à cheval - 3 escadrons du 7e régiment de chasseurs à cheval - 2 escadrons du 4e régiment de dragons - 2 escadrons du 8e régiment de dragons - 2 escadrons du 2e régiment de cavalerie - 2 escadrons du 18e régiment de cavalerie |

### Division Vachot
- Commandement : général Vachot
- Effectif : 3 860 hommes
- Infanterie :
  - 3 bataillons du 140e régiment d'infanterie de ligne
  - 3 bataillons du 18e régiment d'infanterie légère
- Cavalerie :
  - 2 escadrons du 12e régiment de cavalerie

### Division Frientzholts
- Commandement : général Frientzholts
- Effectif : 4 550 hommes
- Infanterie :
  - 3 bataillons du 42e régiment d'infanterie de ligne
  - 3 bataillons du 65e régiment d'infanterie de ligne

### Division Schaal
- Commandement : général Schaal
- Effectif : 1 Brigade :

Brigade Desgranges
- Commandement : général Desgranges
- Infanterie :
  - 3 bataillons du 91e régiment d'infanterie de ligne
  - 3 bataillons du 14e régiment d'infanterie légère
- Cavalerie :
  - 2 escadrons du 2e régiment de hussards

### Division Meynier
- Commandement : général Meynier
- Effectif : 10 550 hommes répartis en 3 brigades :

| Brigade d'infanterie Siscé - Commandement : général Siscé - Composition : - 3 bataillons du 12e régiment d'infanterie légère - 3 bataillons du 14e régiment d'infanterie légère | Brigade d'infanterie Sibaud - Commandement : général Sibaud - Composition : - 3 bataillons du 74e régiment d'infanterie de ligne - 3 bataillons du 4e régiment d'infanterie légère - 3 bataillons de régiment divers | Brigade de cavalerie Frimont - Commandement : général Frimont - Composition : - 1 escadron du 2e régiment de hussards - 3 escadrons du 4e régiment de hussards - 2 escadrons du 16e régiment de dragons - 1 escadron du 2e régiment de chasseurs à cheval |

### Division Prudhon
- Commandement : général Prudhon
- Effectif : 3 560 hommes
- Infanterie :
  - 3 bataillons du 5e régiment d'infanterie légère
  - 3 bataillons du 170e régiment d'infanterie de ligne
- Cavalerie :
  - 1 escadron du 2e régiment de chasseurs à cheval

## Régiments
Régiments ayant fait partie de l'Armée du Rhin:
| - 4e régiment d'infanterie légère - 5e régiment d'infanterie légère - 6e régiment d'infanterie légère - 7e régiment d'infanterie légère - 11e régiment d'infanterie légère - 12e régiment d'infanterie légère - 14e régiment d'infanterie légère - 18e régiment d'infanterie légère | - 42e régiment d'infanterie de ligne - 54e régiment d'infanterie de ligne - 65e régiment d'infanterie de ligne - 74e régiment d'infanterie de ligne - 91e régiment d'infanterie de ligne - 95e régiment d'infanterie de ligne - 102e régiment d'infanterie de ligne - 109e régiment d'infanterie de ligne - 140e régiment d'infanterie de ligne - 159e régiment d'infanterie de ligne - 170e régiment d'infanterie de ligne | - 2e régiment de hussards - 4e régiment de hussards - 7e régiment de hussards | - 4e régiment de dragons - 8e régiment de dragons - 16e régiment de dragons - 17e régiment de dragons | - 1er régiment de chasseurs à cheval - 2e régiment de chasseurs à cheval - 7e régiment de chasseurs à cheval - 8e régiment de chasseurs à cheval - 10e régiment de chasseurs à cheval - 19e régiment de chasseurs à cheval - 25e régiment de chasseurs à cheval |

## Personnalités ayant servi à l'armée du Rhin
- le général de division Baraguey d'Hilliers
- le général de brigade François Henri d'Elbée de La Sablonnière
- le général de brigade Pierre Choderlos de Laclos
- le général de division Custine
- Le socialiste utopique Charles Fourier
- le général de brigade Louis-Théobald Ihler
- le général de brigade Victor Claude Alexandre Fanneau de Lahorie
- le directeur général des postes Antoine Marie Chamans de Lavalette
- le général de brigade Jean-Baptiste Nouvion
- le général de division François-Joseph Offenstein
- le général de brigade Henri-Joseph Thüring de Ryss
- l'inspecteur en chef aux revues Jean-Baptiste Bernard de Vaublanc